# 卑弥呼 (映画)
『卑弥呼』（ひみこ）は、1974年に公開された篠田正浩監督の日本映画。
第27回カンヌ国際映画祭コンペティション部門に出品された。

## あらすじ
日の神の声が聴ける唯一の存在であるヒミコ（岩下志麻）だが、父である天津神（あまつかみ）の国のオオキミは彼女の能力を疑い始め、また長旅から帰った異母弟タケヒコ（草刈正雄）への思慕も許すつもりはない。しかし、オオキミはヒミコの従僕なナシメ（三國連太郎）によって殺害される。タケヒコがアダヒメ（横山リエ）を介して国津神（くにつかみ）の国と通じて反乱を企てていると考え、またアダヒメに対する嫉妬からヒミコは彼を捕らえ、そして追放する。ヒミコがそれでもタケヒコへの想いを神の声として述べるが、オオキミの後継として王となったミマキ（河原崎長一郎）はそれを神の声と信じず、彼女は幽閉される。その一方、半死の状態で追放されたタケヒコだったが、国津神の国に戦を呼び掛けるが、その戦でアダヒメとともに矢に討たれて絶命する。そして、ヒミコ自身も……。

## キャスト
- 岩下志麻 - ヒミコ[1]
- 草刈正雄 - タケヒコ[1]
- 横山リエ - アダヒメ[1]
- 三國連太郎 - ナシメ[1]
- 加藤嘉 - オオキミ[1]
- 河原崎長一郎 - ミマキ[1]
- 河原崎建三 - イクメ[1]
- 芝田陽子 - キサキ[1]
- 郷真由美 - トヨ[1]
- 浜村純 - 語り部[1]
- 土方巽と暗黒舞踏派 - 国ツ神の集団[4]
- 西島悌四郎[5][6]
- 藤田貢[5][6]
- 原田あけみ[5][6]
- 大西多摩恵[5][6]
- 松村若代[5][6]
- 根岸一正[5][6]

## スタッフ
以下のスタッフ名は特に記載がない限りKINENOTEに従った。
- 監督 - 篠田正浩
- 製作 - 岩下清、加藤正夫、葛井欣士郎、篠田正浩[4]
- 脚本 - 富岡多恵子、篠田正浩
- 撮影 - 鈴木達夫
- 美術 - 粟津潔
- 編集 - 山地早智子
- 音楽 - 武満徹
- 録音 - 西崎英雄
- 助監督 - 小泉真

## 受賞歴
- 1974年 第29回毎日映画コンクール スタッフ部門 録音賞 西崎英雄『卑弥呼』[7][3]